# Pardosa sagei
Pardosa sagei este o specie de păianjeni din genul Pardosa, familia Lycosidae, descrisă de Willis J. Gertsch și Wallace, 1937.
Este endemică în Panama. Conform Catalogue of Life specia Pardosa sagei nu are subspecii cunoscute.